# Président du Sénat du Canada
Pour les articles homonymes, voir Président du Sénat.
 (août 2019).
Le président du Sénat du Canada (anglais : « Speaker of the Senate of Canada ») est l'officier qui préside au Sénat du Canada. Il représente le Sénat aux fonctions officielles, tranche les questions de procédure parlementaire et de privilège parlementaire, et préside aux débats et aux votes à la chambre rouge.
La présidente actuelle est Raymonde Gagné.

## Nomination et préséance
Le président du Sénat est nommé par le gouverneur général, officiellement, sur l'avis du Conseil privé du Roi pour le Canada. Toutefois, par convention, cet avis est généralement exprimé exclusivement par le premier ministre. Ainsi, bien que la nomination se fait de jure par le représentant du Roi, la nomination de facto est faite par le Premier ministre seul.
Le président du Sénat suit seulement Sa Majesté, le gouverneur général, les anciens gouverneurs généraux et leurs époux, le premier ministre, les anciens premiers ministres, et le juge en chef dans l'ordre de préséance ; il est donc qualifié pour représenter le Canada aux fonctions officielles d'État, autant au Canada qu'à l'étranger.

## Historique de la fonction
Le rôle de président du Sénat était originellement calqué sur celui du lord chancelier britannique, lorsque celui-ci présidait la Chambre des lords du Royaume-Uni. Tout comme le lord chancelier — qui est en Grande-Bretagne un ministre siégeant au Cabinet — le président du Sénat était un acteur partisan : il ou elle pouvait à tout moment quitter son fauteuil afin de participer aux débats et aux votes, contrairement au président de la Chambre des communes, qui en vertu de son devoir de réserve ne vote qu'en cas d'égalité des voix. Comme le lord chancelier, le président du Sénat est aussi considéré comme l'égal des autres sénateurs. Ses décisions n'engageaient ainsi la chambre que si elles étaient appuyées par une majorité de sénateurs, la chambre haute s'auto-gouvernant de façon collégiale. Enfin, une autre pratique similaire à celle de la Chambre des lords était que le président n'intervenait jamais de sa propre initiative, attendant plutôt qu'un autre sénateur porte une question à son attention.
Le Canada s'est récemment éloigné de ces traditions, notamment depuis 1991, lorsque de nouveaux règlements internes ont été adoptés par le Sénat. Ceux-ci autorisent désormais le président du Sénat à intervenir de son propre chef, sans avoir à y être appelé par ses pairs. Les nouvelles procédures éloignent ainsi le Sénat des pratiques d'auto-gouvernance héritées des lords et le rapprochent davantage des coutumes de la Chambre des communes, où le président jouit d'une plus grande autonomie et d'une autorité accrue. Aujourd'hui, les décisions de la présidence demeurent toutefois sujettes à un éventuel appel à la majorité de la chambre.

## Rôle de la présidence
Historiquement, le président du Sénat est responsable du règlement des points d'ordre, mais uniquement lorsque ceux-ci sont amenés par un autre sénateur. Toutefois, avec les amendements récents au règlement qui gouverne le Sénat du Canada, la présidence a commencé à affirmer son droit d'intervenir, lorsque approprié, sans y être appelé. Ainsi, le président est responsable, de manière générale, du maintien de l'ordre et du decorum au siège du Canada.
Individu de haut rang dans l'ordre de préséance, le président du Sénat reçoit souvent les chefs d'état et les chefs de gouvernement. Ce rôle n'est pas uniquement cérémonial ; le président est un véritable délégué et représentant du Canada à l'étranger. Il (ou elle) est tenu de représenter le Canada sur le plan international, et est parfois appelé à se rendre dans d'autres pays au nom du gouvernement du Canada.
Bien que le président soit un officier du Sénat, il (ou elle) demeure aussi un représentant de la province pour laquelle il (ou elle) a été nommé(e). Contrairement au président de la Chambre des communes, le président du Sénat a le droit de participer aux débats au nom des citoyens de sa province ou de son territoire. Le président à le droit de voter, et simultanément de présider au processus de vote ; dans le cas d'une égalité des voix, la question devant la Chambre est considérée comme ayant été rejetée.
Une autre différence importante entre les deux présidences est que le président de la Chambre des communes détient un rôle administratif dans l'administration de la Chambres des communes en tant que président du comité de l'économie interne. Le président du Sénat ne détient aucun rôle similaire, et le Comité sénatorial permanent de la régie interne, des budgets et de l'administration est présidé par un autre sénateur.
En l'absence du président en Chambre, ses devoirs incombent au président intérimaire, un sénateur nommé au début de chaque session par le Sénat. Si les deux occupants du fauteuil sont absents, n'importe quel sénateur peut être appelé à présider. Peu importe la personne qui fait office de président, ses décisions ont la même force que celles du président.

## Liste des présidents
|  | Nom                                | Début             | Fin                   | Appartenance politique    |
|  | ---------------------------------- | ----------------- | --------------------- | ------------------------- |
|  | Joseph Édouard Cauchon             | 5 novembre 1867   | 16 mai 1869           | Conservateur indépendant  |
|  | John Ross                          | 17 mai 1869       | 26 mai 1869           | Conservateur              |
|  | Joseph Édouard Cauchon             | 27 mai 1869       | 2 juin 1872           | Conservateur indépendant  |
|  | Amos Edwin Botsford                | 3 juin 1872       | 5 juin 1872           | Conservateur              |
|  | Joseph Édouard Cauchon             | 6 juin 1872       | 30 juin 1872          | Conservateur indépendant  |
|  | Pierre-Joseph-Olivier Chauveau     | 21 février 1873   | 8 janvier 1874        | Conservateur              |
|  | David Christie                     | 9 janvier 1874    | 16 octobre 1878       | Libéral                   |
|  | Robert Duncan Wilmot               | 7 novembre 1878   | 10 février 1880       | Conservateur              |
|  | David Lewis Macpherson             | 11 février 1880   | 15 février 1880       | Conservateur              |
|  | Amos Edwin Botsford                | 16 février 1880   | 18 avril 1880         | Conservateur              |
|  | David Lewis Macpherson             | 19 avril 1880     | 16 octobre 1883       | Conservateur              |
|  | William Miller                     | 17 octobre 1883   | 3 avril 1887          | Libéral-conservateur      |
|  | Josiah Burr Plumb                  | 4 avril 1887      | 12 mars 1888          | Conservateur              |
|  | George William Allan               | 17 mars 1888      | 26 avril 1891         | Conservateur              |
|  | Alexandre Lacoste                  | 27 avril 1891     | 13 septembre 1891     | Conservateur              |
|  | John Jones Ross                    | 14 septembre 1891 | 12 juillet 1896       | Conservateur              |
|  | Charles Pelletier                  | 13 juillet 1896   | 28 janvier 1901       | Libéral                   |
|  | Lawrence Geoffrey Power            | 29 janvier 1901   | 8 janvier 1905        | Libéral                   |
|  | Raoul Dandurand                    | 9 janvier 1905    | 13 janvier 1909       | Libéral                   |
|  | James Kirkpatrick Kerr             | 14 janvier 1909   | 22 octobre 1911       | Libéral                   |
|  | Auguste Landry                     | 23 octobre 1911   | 2 juin 1916           | Conservateur              |
|  | Joseph Bolduc                      | 3 juin 1916       | 6 février 1922        | Nationaliste-conservateur |
|  | Hewitt Bostock                     | 7 février 1922    | 28 avril 1930         | Libéral                   |
|  | Arthur Charles Hardy               | 13 mai 1930       | 2 septembre 1930      | Libéral                   |
|  | Pierre Édouard Blondin             | 3 septembre 1930  | 10 janvier 1936       | Conservateur              |
|  | Walter Edward Foster               | 11 janvier 1936   | 8 mai 1940            | Libéral                   |
|  | Georges Parent                     | 9 mai 1940        | 14 décembre 1942      | Libéral                   |
|  | Thomas Vien                        | 23 janvier 1943   | 23 août 1945          | Libéral                   |
|  | James Horace King                  | 24 août 1945      | 2 août 1949           | Libéral                   |
|  | Elie Beauregard                    | 3 août 1949       | 13 octobre 1953       | Libéral                   |
|  | Wishart McLea Robertson            | 14 octobre 1953   | 3 octobre 1957        | Libéral                   |
|  | Mark Robert Drouin                 | 4 octobre 1957    | 23 septembre 1962     | Progressiste-conservateur |
|  | George Stanley White               | 24 septembre 1962 | 26 avril 1963         | Progressiste-conservateur |
|  | Maurice Bourget                    | 27 avril 1963     | 6 janvier 1966        | Libéral                   |
|  | Sydney John Smith                  | 7 janvier 1966    | 4 septembre 1968      | Libéral                   |
|  | Jean-Paul Deschatelets             | 5 septembre 1968  | 13 décembre 1972      | Libéral                   |
|  | Muriel McQueen Fergusson           | 14 décembre 1972  | 11 septembre 1974     | Libéral                   |
|  | Louise Marguerite Renaude Lapointe | 12 septembre 1974 | 4 octobre 1979        | Libéral                   |
|  | Allister Grosart                   | 5 octobre 1979    | 3 mars 1980           | Progressiste-conservateur |
|  | Jean Marchand                      | 4 mars 1980       | 15 décembre 1983      | Libéral                   |
|  | Maurice Riel                       | 16 décembre 1983  | 1er novembre 1984     | Libéral                   |
|  | Guy Charbonneau                    | 2 novembre 1984   | 6 décembre 1993       | Progressiste-conservateur |
|  | Roméo-Adrien Leblanc               | 7 décembre 1993   | 21 novembre 1994      | Libéral                   |
|  | Gildas L. Molgat                   | 22 novembre 1994  | 25 janvier 2001       | Libéral                   |
|  | Daniel Philip Hays                 | 26 janvier 2001   | 7 février 2006        | Libéral                   |
|  | Noël Kinsella                      | 8 février 2006    | 26 novembre 2014      | Conservateur              |
|  | Pierre Claude Nolin                | 27 novembre 2014  | 23 avril 2015 (décès) | Conservateur              |
|  | Leo Housakos                       | 4 mai 2015        | 3 décembre 2015       | Conservateur              |
|  | George Furey                       | 3 décembre 2015   | 12 mai 2023           | Libéral                   |
|  | Raymonde Gagné                     | 12 mai 2023       | En cours              | Non affiliée              |